# Casa del Mutilato (Firenze)
La casa del Mutilato di Firenze si trova su piazza Brunelleschi a sud e ad ovest, mentre è delimitata, ad ovest e ad est, da una serie di preesistenze monumentali: il volume ottagonale della rotonda degli Angeli e la serie dei tre chiostri del monastero di Santa Maria degli Angeli: degli Angeli, dei Morti e dell'Ammannati.

## Storia

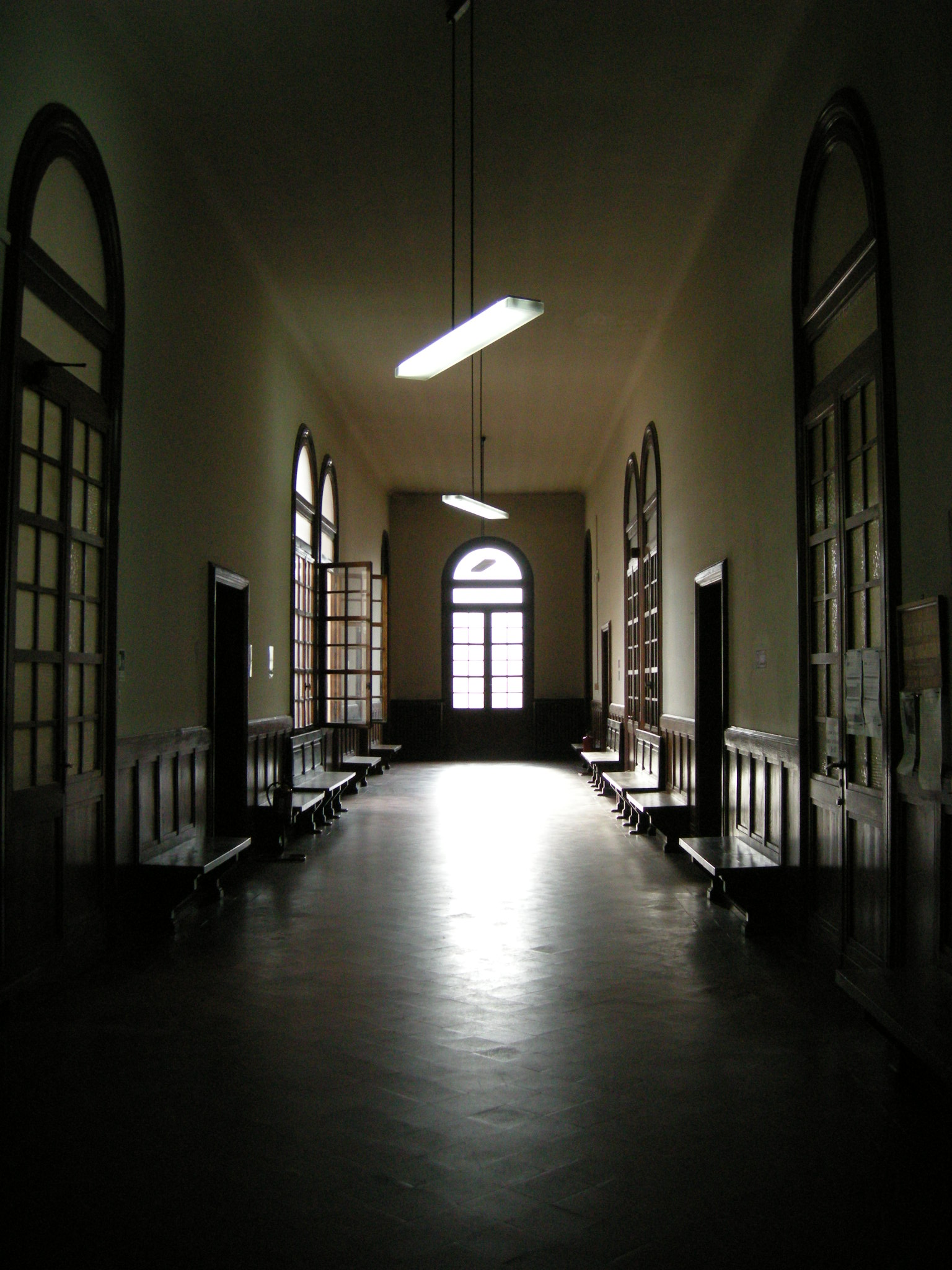
Interno

Fallita una prima ipotesi di collocazione della casa del Mutilato ai Pratoni della Zecca (dove venne invece costruita la caserma Baldissera), agli inizi degli anni 1930 le autorità cittadine decisero di situare l'edificio in una zona del centro che necessitasse di un intervento di riqualificazione; la scelta cadde nell'area compresa tra la via degli Alfani e del Castellaccio (il Castellaccio era il rudere mai completato della Rotonda del Brunelleschi), allora occupata dall'ospedale di Santa Maria Nuova, nell'ambito dei lavori per il nuovo centro universitario fiorentino proposto da Raffaello Brizzi.
L'incarico fu affidato a Rodolfo Sabatini nel 1931; un progetto puntuale, con annessa ristrutturazione della Rotonda degli Angeli, era già definito nell'aprile dell'anno successivo: in esso si prevedeva che l'edificio, a pianta rettangolare con un'appendice che riproponeva stilisticamente il portico dell'Ammannati, si allineasse ad ovest con il fronte della Rotonda, formando con essa due piazzette. Mentre i lavori stavano per iniziare, la commissione comunale per lo studio del PRG suggerì di formare in corrispondenza di via del Castellaccio una nuova piazza, l'attuale piazza Brunelleschi, la quale sarebbe stata delimitata ad est dal citato portico, a nord dalla casa del Mutilato e dalla rotonda e a sud dalla sede storica della Cassa di Risparmio di Firenze. Tale variazione comportò lo slittamento dell'edificio verso est; sebbene il carattere tipologico e formale non venisse variato, il progetto subì una sostanziale modifica per andare ad incunearsi dentro i fabbricati situati a nord del cortile dell'Ammannati, oltreché importanti variazioni nell'impianto.
I lavori vennero iniziati nel settembre del 1934 e conclusi il 1º luglio 1936; il collaudo fu effettuato il 25 dello stesso mese. In corso d'opera si apportano alcune modifiche: viene trasformata ed enfatizzata la scala d'onore e realizzata una loggia panoramica al di sopra della copertura.
Il 4 novembre 1937 l'edificio viene "solennemente" inaugurato alla presenza del Re.
A partire dal dopoguerra, a seguito della progressiva diminuzione di reduci ed invalidi, l'edificio è risultato sovradimensionato rispetto alle reali esigenze: oltre all'utilizzo della Rotonda per fini del tutto diversi (per l'Università degli Studi di Firenze), sono stati dati alla USL gli uffici posti nell'ala ovest del piano terra ed a privati la sala del consiglio (sede di uno studio di architettura) e l'ex-appartamento del custode.

## Descrizione

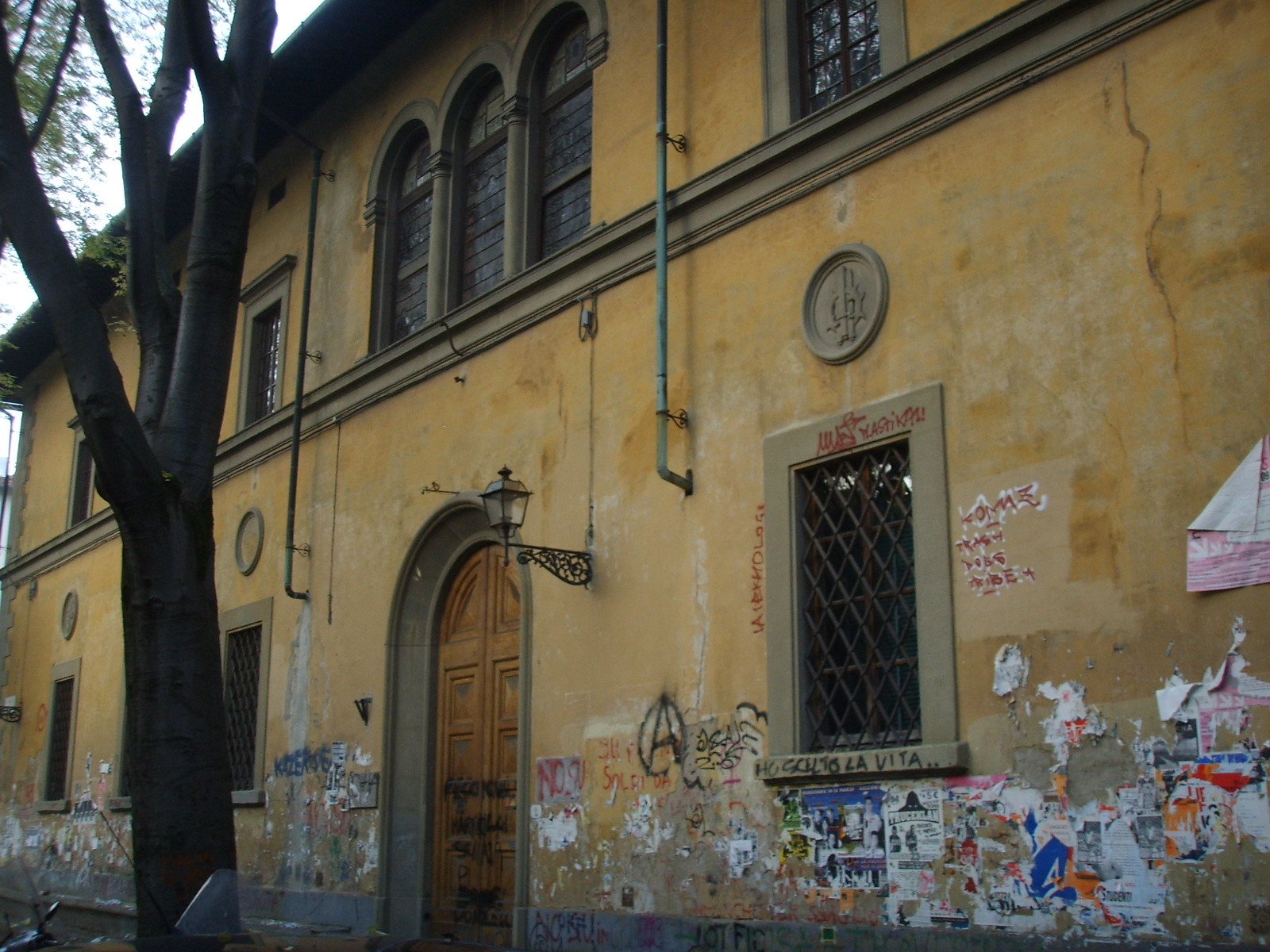
Entrata laterale

L'intero complesso degli angeli si articola in diversi nuclei: uno, la casa vera e propria, di nuova costruzione, gli altri - la rotonda, il chiostro e l'antico monastero degli Angeli - ristrutturati: l'intervento operato dal Sabatini riguarda la nuova costruzione e la ristrutturazione della rotonda, mentre i restauri furono a cura delle Belle arti.

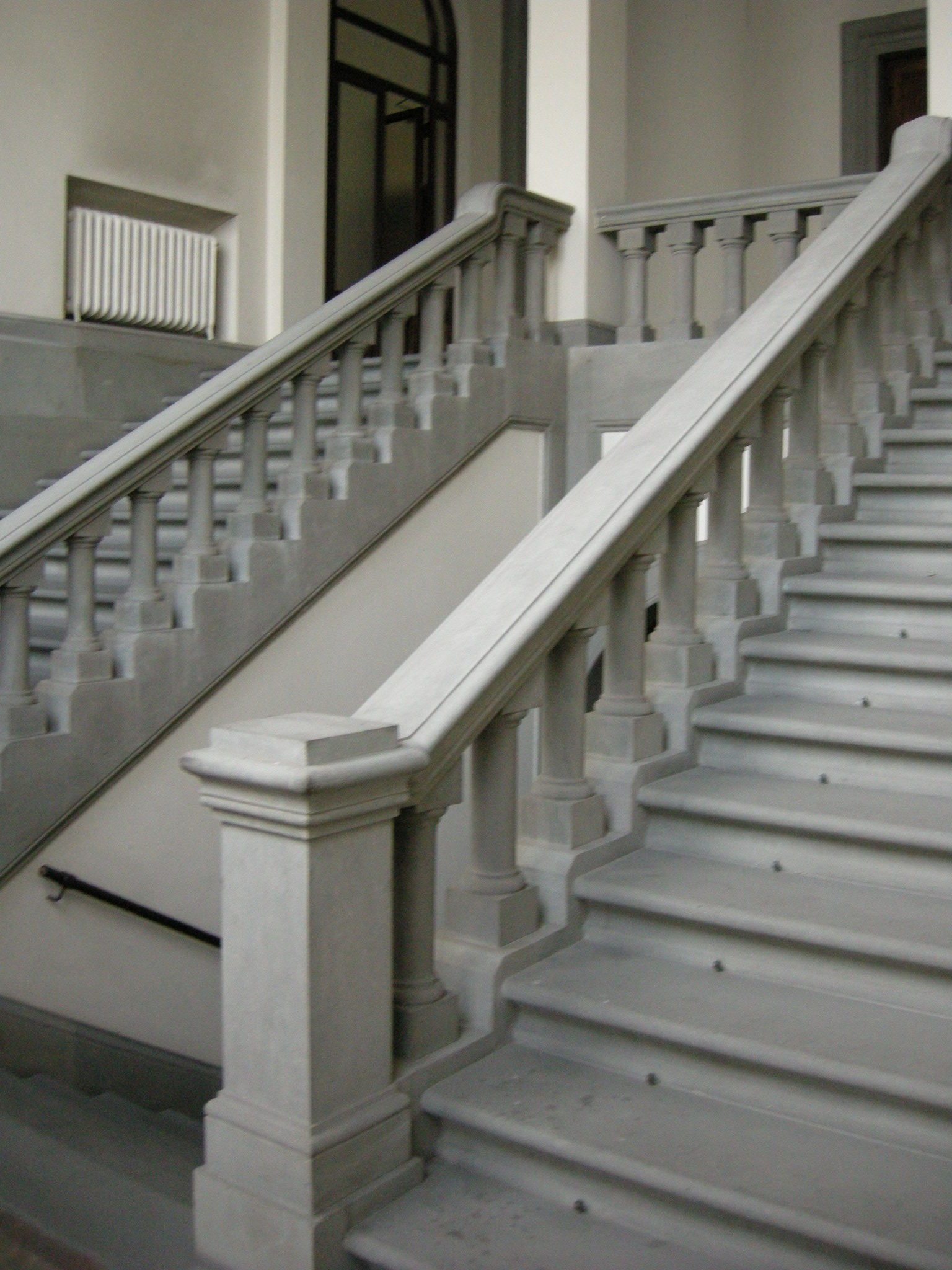
Scala interna di collegamento del piano terra e del primo piano

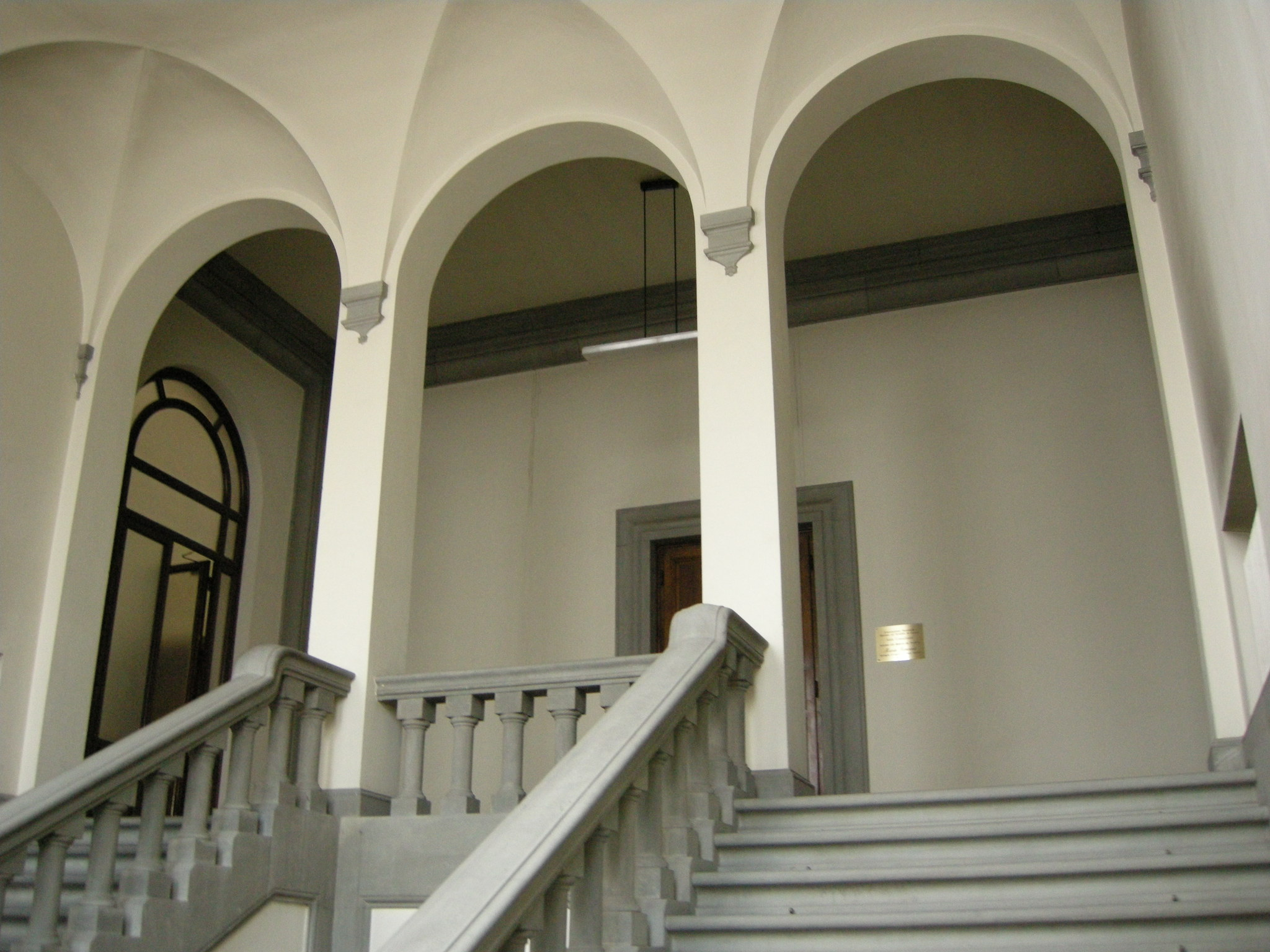
Primo piano

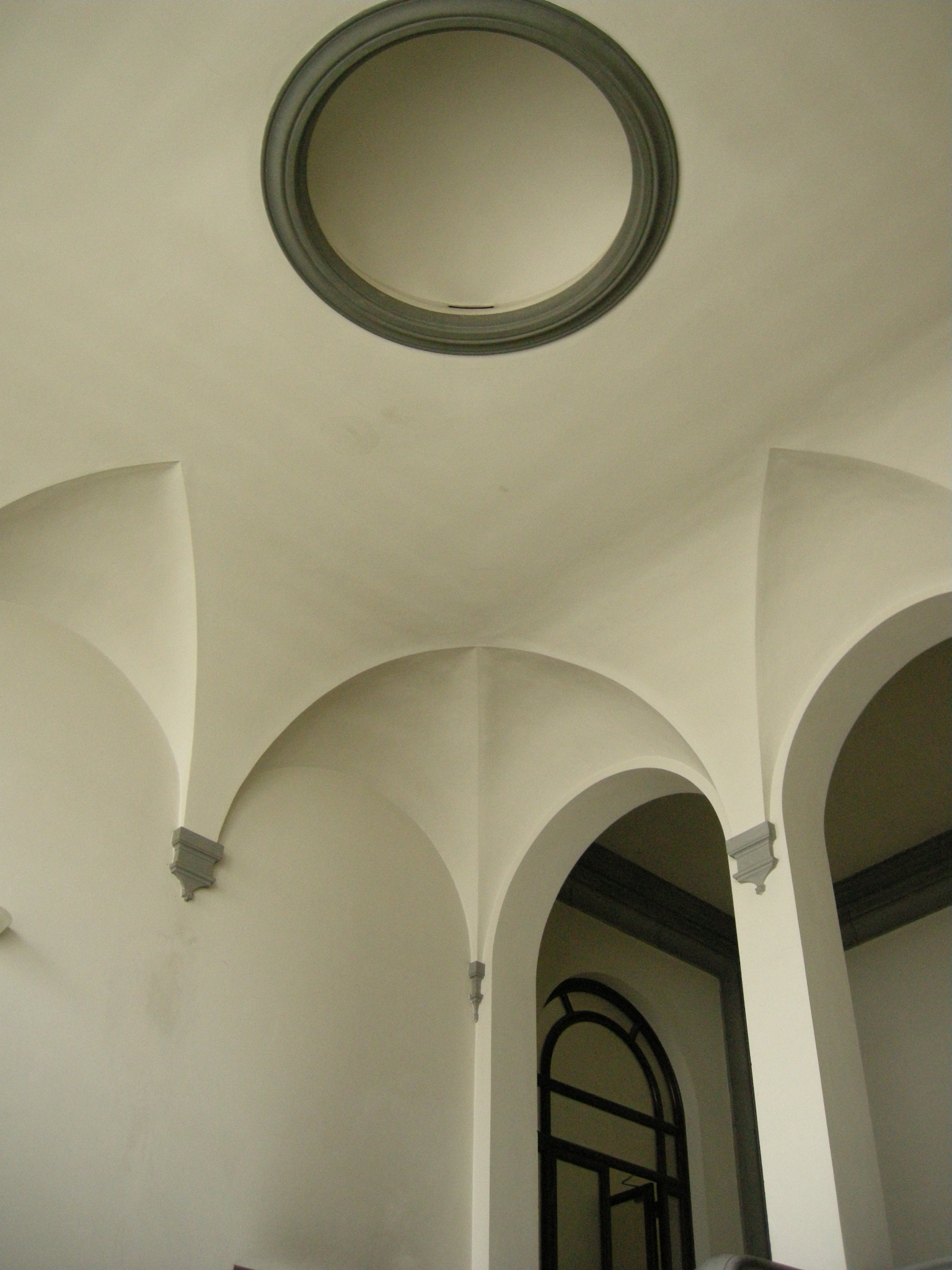
Volta della scala interna di collegamento del piano terra e del primo piano

Un corpo diagonale ad un solo piano, con tre finestre su ambedue i fronti, collega l'ottagono con il volume della vera e propria casa del Mutilato, ortogonale al fronte del chiostro ammannatiano.

### Esterno

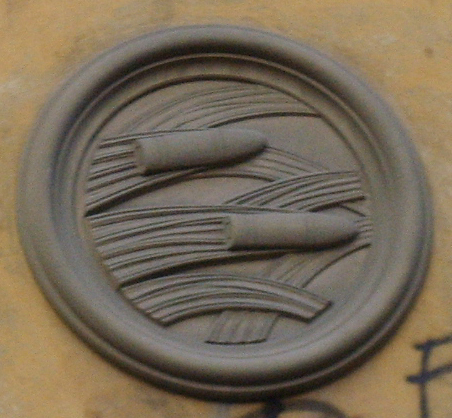
Medaglione raffigurante l'Arma di artiglieria del Regio Esercito

L'edificio della casa, a planimetria rettangolare sviluppata su due piani più uno scantinato, presenta una volumetria compatta scandita agli angoli da cantonali in pietra arenaria e contrassegnata orizzontalmente, sui fronti ovest e sud, dalla traccia continua della panca di via e della fascia marcadavanzale del primo piano; un'altana si apre verso il panorama cittadino tramite una loggia scandita da colonne tuscaniche in pietra serena.
I fronti ovest e sud, rigorosamente simmetrici, sono caratterizzati sull'asse centrale da portali archivoltati, il primo sovrastato da un balcone e un finestrone, il secondo da una loggia tripartita con colonne tuscaniche. Inoltre sono ritmati dalla finestre rettangolari al piano terra e al primo piano, con cornici in pietra serena tra le quali sono interposti medaglioni in pietra serena con simboli militari.
All'esterno della struttura si trovano sette medaglioni, realizzato a bassorilievo, che rappresentano, a partire da quello più prossimo alla Rotonda del Brunelleschi, i seguenti simboli civili e militari:
1. Regia Marina (ancora in mezzo al mare);
2. Regia Aeronautica (aquila accostata da una bussola);
3. Arma del genio del Regio Esercito (in primo piano ci sono un'ascia e un piccone rivolti verso destra che incrociano due vanghe e un'ascia girate verso il lato opposto e sullo sfondo tre pali lignei telegrafici);
4. Arma di fanteria del Regio Esercito (fucile disposto a croce);
5. Associazione fra Nazionale Mutilati ed Invalidi di Guerra (ANMIG) (tre pugnali all'interno di una corona di spine);
6. Arma di cavalleria del Regio Esercito (sette lance lunghe alla cui sommità è presente una bandiera e due trombe);
7. Arma di artiglieria del Regio Esercito (due proiettili che stanno vagando in aria).

Fra il simbolo della fanteria e quello dell'ANMIG è presente un medaglione, oggi vuoto, che in origine ospitava un bassorilievo raffigurante un fascio littorio girato verso destra, simbolo delle Legione.
Sulla sommità della Rotonda del Brunelleschi ci sono otto oculi di forma circolare chiusi da vetrate policrome che riproducono, a partire da quella posta sopra il corridoio che la unisce al resto del complesso e andando verso via del Castellaccio, gli stessi simboli prima descritti, presentati in una versione grafica differente e disposti in un ordine diverso:
1. ANMIG;
2. Arma di artiglieria del Regio Esercito (bocca da fuoco sormontata da una bomba con fiamma);
3. Legione (labaro nero);
4. Arma del genio del Regio Esercito (in primo piano sono presenti due vanghe e un'ascia che incrociano un piccone e sullo sfondo si vedono tre pali lignei telegrafici);
5. Arma di fanteria del Regio Esercito;
6. Regia Aeronautica (tre aquile, disposte una sopra l'altra, che stanno volando verso l'alto);
7. Arma di cavalleria del Regio Esercito (quattro lance lunghe con delle bandierine nella parte superiore);
8. Regia Marina (ancora con parte inferiore inserita nell'acqua).[1]

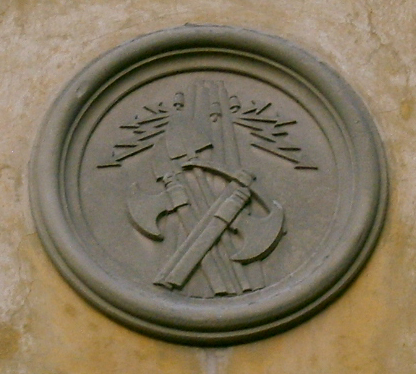
Medaglione raffigurante l'Arma del genio del Regio Esercito

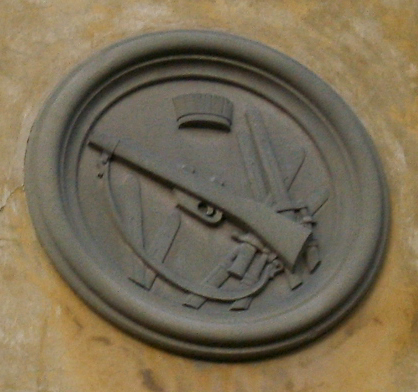
Medaglione raffigurante l'Arma di fanteria del Regio Esercito

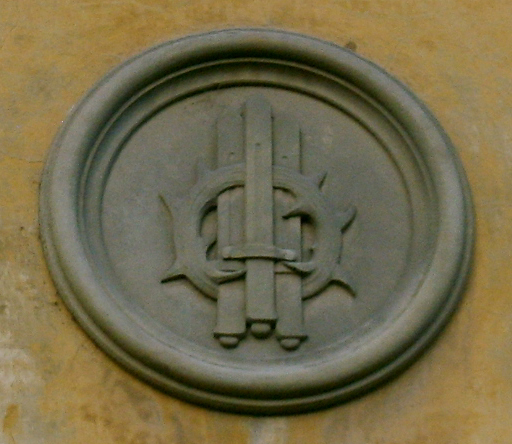
Medaglione con il simbolo dell'Associazione fra Nazionale Mutilati ed Invalidi di Guerra (ANMIG)

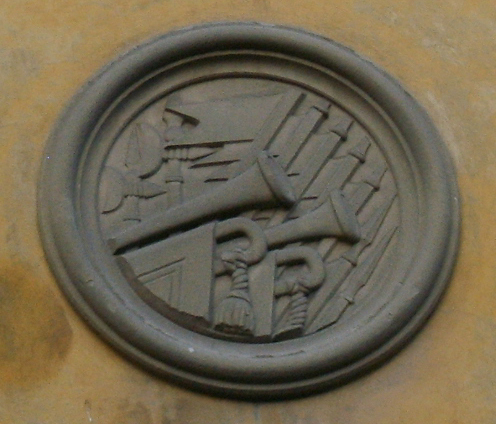
Medaglione raffigurante l'Arma di cavalleria del Regio Esercito

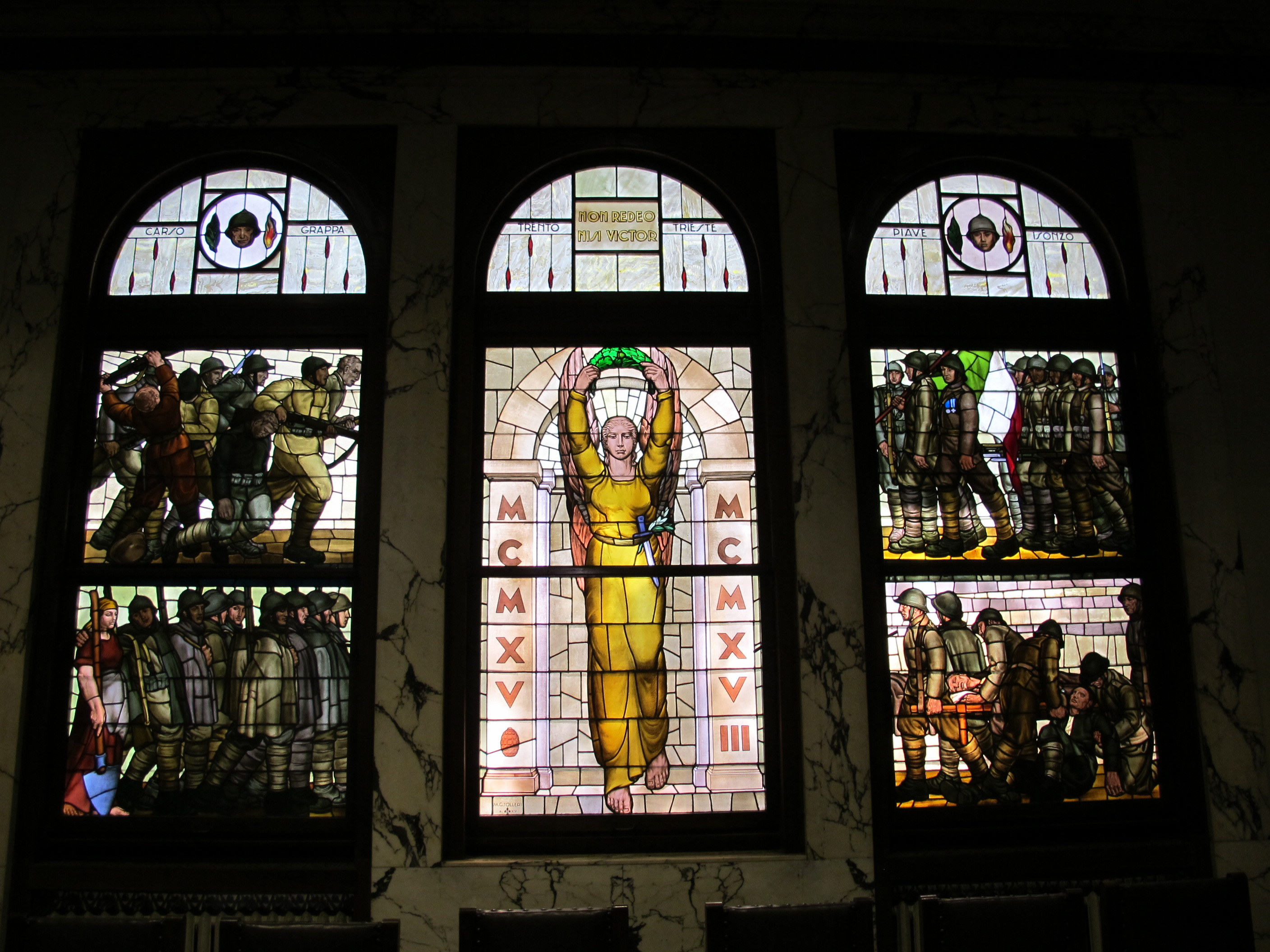
Vetrata della sala del consiglio, opera di Mario Giovanni Tolleri

### Interno
L'interno è caratterizzato, su ambedue i piani, da un ampio corridoio; al piano terra una scala in pietra serena immette nell'andito centrale mentre la scala d'onore, con gradini e balaustra in pietra serena, conduce al piano superiore. Al primo piano si trovano, oltre agli uffici, la sala delle riunioni e quella del consiglio, che si differenziano per la maggior raffinatezza dei materiali: la prima presenta infatti soffitto a lacunari, pavimenti in marmo e riquadrature in marmo alle pareti, vetri decorati nella loggia tripartita e bassorilievi in marmo al di sopra delle porte di accesso; la seconda ha invece il soffitto in legno ed affreschi alle pareti, distaccati dall'antico convento degli Angeli e qui ricollocati.
I corridoi del piano terra sono caratterizzati da una volta ribassata ed unghiata con peducci in pietra serena, mentre ai piani superiori hanno porte con cornici in pietra serena e pavimenti in cotto; il vano scale presenta una volta unghiata con peducci, una lanterna cieca in pietra serena sul soffitto e tre finestre archivoltate (corrispondenti specularmente alla loggia del fronte principale) sul lato nord. I pavimenti sono in graniglia negli uffici, in marmo verde nella stanza del direttore.
Le finestre della loggia, gli occhi ed il lucernario della rotonda hanno vetri piombati e decorati con emblemi militari e raffigurazioni allegoriche della grande guerra, opera di Mario Giovanni Tolleri; i tre medaglioni a bassorilievo in marmo della sala delle riunioni sono opera di Angiolo Vannetti e quelli in facciata, anch'essi con immagini militari e simboli dei caduti e dei mutilati, sono stati realizzati dalla ditta Raggi probabilmente su disegno dello stesso Sabatini.

## Fortuna critica
Sin dalla sua inaugurazione la casa del Mutilato fiorentina fu sottoposta a severe critiche, soprattutto per la sua cifra neorinascimentale: riferendosi al "restauro" della rotonda, Pagano (1938) ne criticava l'ibridismo strutturale e la scelta di avvalersi di strutture utilitarie moderne, anche laddove non necessarie, mascherandole successivamente con grossolani rivestimenti in stile. Negli anni successivi sull'edificio cade un assoluto silenzio, interrotto soltanto recentemente da giudizi assai sintetici: il Cresti lo definisce "mediocre", mentre il Cozzi si limita a sottolineare l'operazione di "magnifico isolamento", tipica del panorama architettonico fiorentino del ventennio, operata dal Sabatini (1986, 1994).

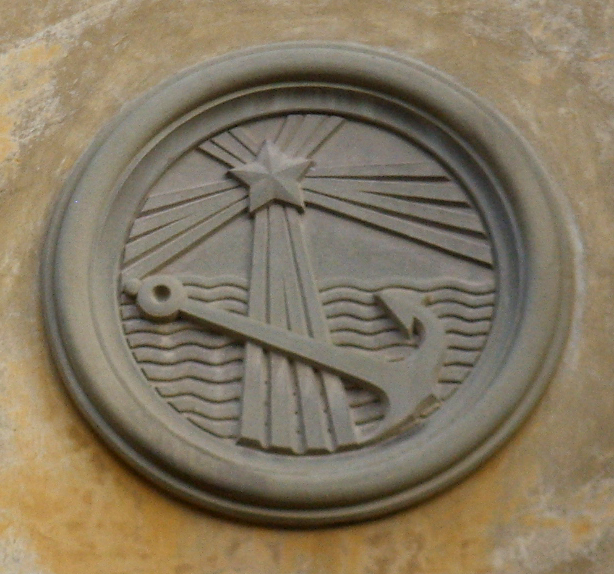
Medaglione raffigurante la Regia Marina